# كلاوس تسيمارمان
كلاوس تسيمارمان (بالألمانية: Klaus F. Zimmermann)‏ هو اقتصادي ألماني، ولد في 2 ديسمبر 1952 في غوبينغن في ألمانيا.

## وصلات خارجية
- كلاوس إف. تسيمرمان على موقع مونزينجر (الألمانية)